# Smalltown Boy
Smalltown Boy (з  англ. — «Хлопець з маленького містечка») — дебютний синг британського синті-поп гурту Bronski Beat, випущений у червні 1984 року. Вона входила до їхнього дебютного альбому The Age of Consent, випущеного в грудні 1984.
Пісня мала великий комерційний успіх, досягнувши 3 місця в чартах рідної для гурту Великої Британії. Вона також стала хітом номер один у Бельгії та Нідерландах, і війшла в топ-10 Австралії, Канади, Франції, Ірландії, Італії, Швейцарії та Західної Німеччини. Пісня дісталася 48 місця поп-чарту США та посіла перше місце в чарти танцювальних хітів США. 
Пісня була знову випущена в грудні 2013 року після використання в різдвяній рекламній кампанії для Boots UK. Smalltown Boy також була перезаписана Джиммі Сомервілем і випущена як Smalltown Boy Reprise (2014) на 30-ту річницю свого першого релізу.   

## Музичний відеокліп
Офіційний кліп на пісню був знятий Бернардом Роузом та випущено пізніше в 1984. Сюжет відео розповідає про хлопця, роль якого виконав учасник гурту Джиммі Сомервіль, який переживає проблеми, описані в тексті пісні. У поїзді він розмірковує про своє дитинство і згадує події, що змусили його покинути батьківський дім. 
У басейні друзі хлопця (яких грають Ларрі Стейнбачек і Стів Бронскі) підбивають його підійти до молодика, який йому подобається, за що на героя пізніше в провулку нападає антигомосексуальна банда на чолі з юнаком, до якого він підійшов у басейні. Поліціянт приводить його назад додому. Передбачається, що батьки хлопця вперше дізналися про його гомосексуальність через цей інцидент і шоковані, але тільки батько, здається, не підтримує сина. Потім показано, як хлопчик обіймає свою матір на прощання та отримує від батька гроші на проїзд. Він протягує руку для рукостискання, але батько не простягає свою у відповідь. Після цього, хлопець сідає на потяг до Лондону, на якому він возз'єднується зі своїми друзями.

## Вплив і значущість
Time Out помістили Smalltown Boy на 12 позицію в списку "50 кращих гей-пісень для святкування Прайду цілий рік" у 2022. Вони додали:
| Ліві лапки | Включаючи табуйовані теми ЛГБТК у свої витончені синті-поп хіти, Bronski Beat стали справжніми піонерами — і ця класика 1984 року — їхній найвидатніший момент. Фронтмен Джиммі Сомервіль, використовуючи чутливий фальцет, співає про хлопчину, що тікає від знущань у рідному місті — повторюваний приспів 'Біжи, відвернись' — на фоні рівного, заспокійливо-апатичного ритму та синтезаторів. Ця пісня перетворює біль відторгнення в танцювальний біт. | Праві лапки |

## Список композицій і версії видання
| - 7" single BITE 1 1. "Smalltown Boy" – 3:58 2. "Memories" – 2:55 - 7" single 820 091-7 1. "Smalltown Boy" – 3:58 2. "Memories" – 3:00 | - 12" single BITEX 1 / 820 996-1 / 9-29 017 / LDSPX 215 1. "Smalltown Boy" – 9:00 2. "Infatuation/Memories" – 7:38 - 12" single MCA-23521 1. "Smalltown Boy" – 9:00 2. "Infatuation/Memories" – 7:42 |

## Місця у чартах

### Тижневі чарти
| Чарт (1984–1985)                             | Найвища позиція |
| -------------------------------------------- | --------------- |
| Австралія (Kent Music Report)                | 8               |
| Бельгія (Ultratop 50 Flanders)               | 1               |
| Топ синглів Канади (RPM)                     | 9               |
| Європа (Eurochart Hot 100)                   | 18              |
| Франція (SNEP)                               | 8               |
| Ірландія (IRMA)                              | 4               |
| Італія (Musica e dischi)                     | 2               |
| Нідерланди (Dutch Top 40)                    | 1               |
| Нідерланди (Single Top 100)                  | 1               |
| Нова Зеландія (Recorded Music NZ)            | 5               |
| Швейцарія (Schweizer Hitparade)              | 2               |
| UK Singles (OCC)                             | 3               |
| США Billboard Hot 100                        | 48              |
| США Hot Dance Club Songs (Billboard)         | 1               |
| США Hot Dance Singles Sales (Billboard)      | 4               |
| США Cash Box Top 100                         | 32              |
| Західна Німеччина (Офіційні чарти Німеччини) | 3               |

| Чарт (1991)                          | Найвища позиція |
| ------------------------------------ | --------------- |
| Німеччина (Офіційні чарти Німеччини) | 28              |
| Ірландія (IRMA)                      | 16              |
| Нідерланди (Single Top 100)          | 72              |
| UK Singles (OCC)                     | 32              |

| Чарт (2013)      | Найвища позиція |
| ---------------- | --------------- |
| UK Singles (OCC) | 95              |

### Річні чарти
| Чарт (1984)                                  | Позиція |
| -------------------------------------------- | ------- |
| Австралія (Kent Music Report)                | 59      |
| Бельгія (Ultratop 50 Flanders)               | 12      |
| Франція (IFOP)                               | 41      |
| Нідерланди (Dutch Top 40)                    | 15      |
| Нідерланди (Single Top 100)                  | 21      |
| Швейцарія (Schweizer Hitparade))             | 13      |
| UK Singles (OCC)                             | 43      |
| Західна Німеччина (Офіційні чарти Німеччини) | 11      |

| Чарт (1985)              | Позиція |
| ------------------------ | ------- |
| Топ синглів Канади (RPM) | 86      |

### Продажі та сертифікація
| Регіон | Сертифікація | Продажі  |
| --- | ------------ | -------- |
| Канада (Music Canada)                                                                                            | Золотий      | 50 000^  |
| Франція | —            | 375,000  |
| Італія (FIMI) | Золотий      | 25 000   |
| Велика Британія (BPI)                                                                                            | Золотий      | 500 000^ |
| ^відвантаження, що базуються лише на сертифікаціях · продажі+прослуховування, що базуються лише на сертифікаціях |              |          |

## Запозичений риф
- У 1993 році німецький гурт Real McCoy[en] використали риф зі "Smalltown Boy" у своїй пісні "Automatic Lover (Call for Love)"[en][38].
- У 2006 шведські ді-джеї Стів Анжелло та Axwell[en] під псевдонімом Supermode випустили пісню "Tell Me Why"[en], використовуючи семпли з цієї пісні[39].
- У 2012 німецький індастріал-метал гурт Oomph! віддали шану "Smalltown Boy" у своїй пісні "Kleinstadtboy"[40].
- У 2015 Брендон Флаверс використав риф зі "Smalltown Boy" у своїй пісні "I Can Change"[en][41].

## Кавер-версії
- У 2013 австрійський AOR[en]-гурт Cornerstone[de] записав кавер-версію "Smalltown Boy" і випустив як благодійний сингл для кампанії "Room to Breathe" на підтримку досліджень муковісцидозу в Ноттінгемській міській лікарні[en]. Їхня версія досягла 50 місця в Austria Top 75 20 грудня 2013[42].
- У 2020 канадський кантрі-співак Орвілл Пек зробив кавер на пісню для підбірки "Прайд 2020" серії Spotify Singles[43].
- У 2021 Келе[en] випустив кавер пісні як першого синглу зі свого альбому The Waves Pt. 1[44].